# Эдвардс, Барт
Барт Эдвардс (англ. Bart Edwards; родился в 1989 году) — британский актёр театра и кино.
Начал карьеру в 2003 году, в возрасте 14 лет. Играл в сериалах «Жители Вест-Энда», «Катастрофа», «Пип-шоу», «Свежее мясо», «Зовите повитуху», «Нереальный холостяк» и других, в фильме «Мозг Гиммлера зовётся Гейдрихом». В 2019 году Эдвардс сыграл роль Йожа из Эрленвальда в первом сезоне сериала «Ведьмак» от американской компании Netflix. В 2023 году появился в третьем сезоне этого шоу.

## Фильмография
| Год  |   | Название            | Роль                     |
| ---- | - | ------------------- | ------------------------ |
| 2003 | с | Пип-шоу             | Джои                     |
| 2015 | с | Нереальный холостяк | Имя персонажа не указано |
| 2019 | с | Ведьмак             | Эмгыр вар Эмрейс         |